# A Família
A Família (dt.: Die Familie) ist ein Ensemble von drei Bronzeskulpturen des angolanischen Bildhauers Jorge Melício.
Das dem Hyperrealismus verpflichtete Werk entstand als Auftragsarbeit für die Câmara Municipal von Lissabon sowie die Junta de Freguesia der Stadtgemeinde São João de Deus und wurde am 17. Juli 2001 im Jardim Fernando Pessoa, hinter dem Gebäude der Assembleia Municipal an der Hauptstraße Avenida de Roma in Lissabon eingeweiht.
Melício schuf eine idealtypische Darstellung einer vierköpfigen Familie: die Mutter, auf einem Stuhl sitzend und über ihre rechte Schulter blickend, der Vater, der dem Sohn das Fahrradfahren erklärt, sowie die Tochter auf einem kleinen Hocker, überrascht von einem Schmetterling, der sich auf ihrer rechten Hand niedergesetzt hat. Nachdem Melício lange Zeit mit Stein gearbeitet hatte, wählte er hier Bronze als Material, da es „weniger empfindlich gegenüber Einwirkungen der Zeit und der Hand des Menschen sei“.

## Galerie

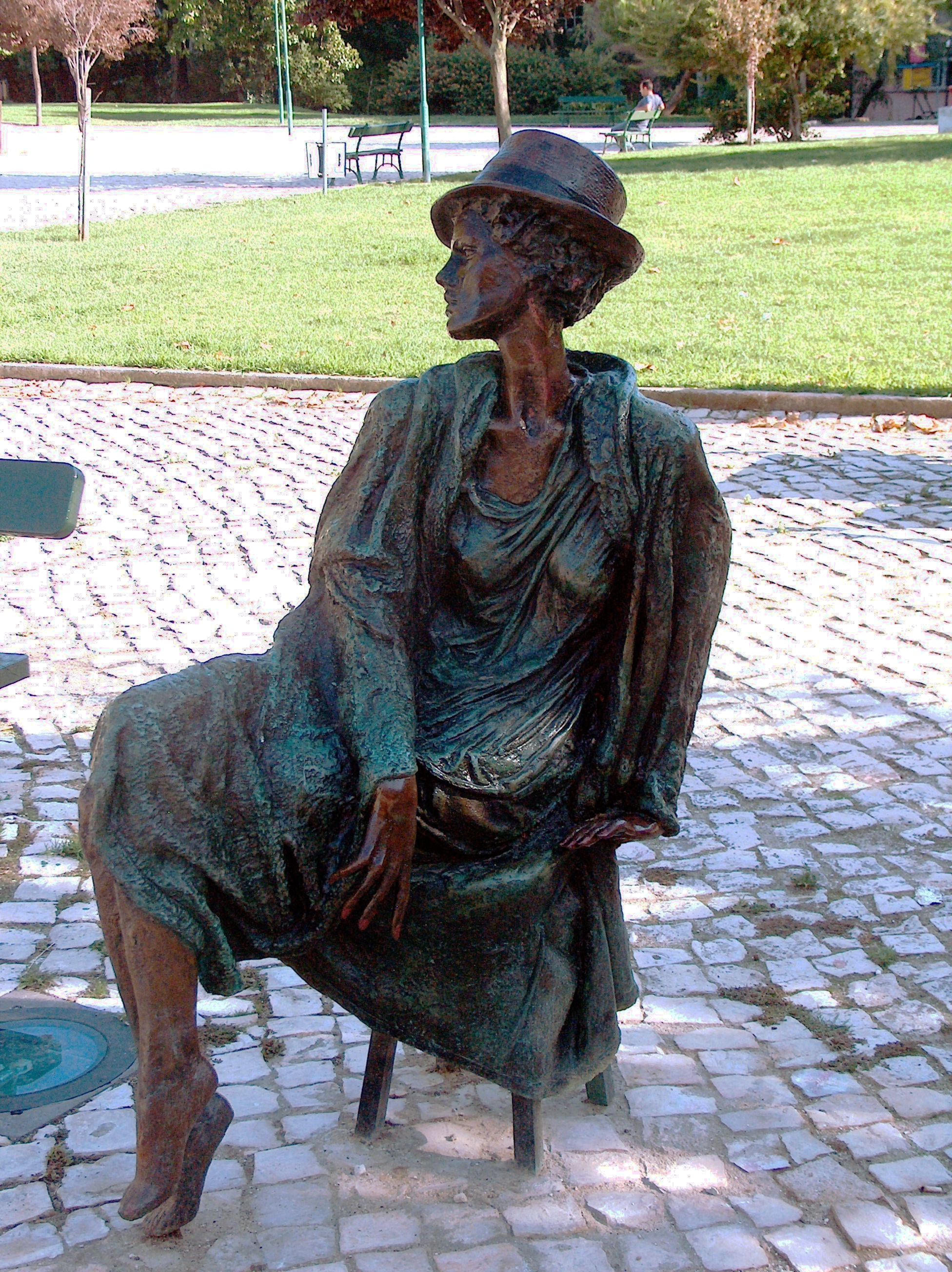
Mutter
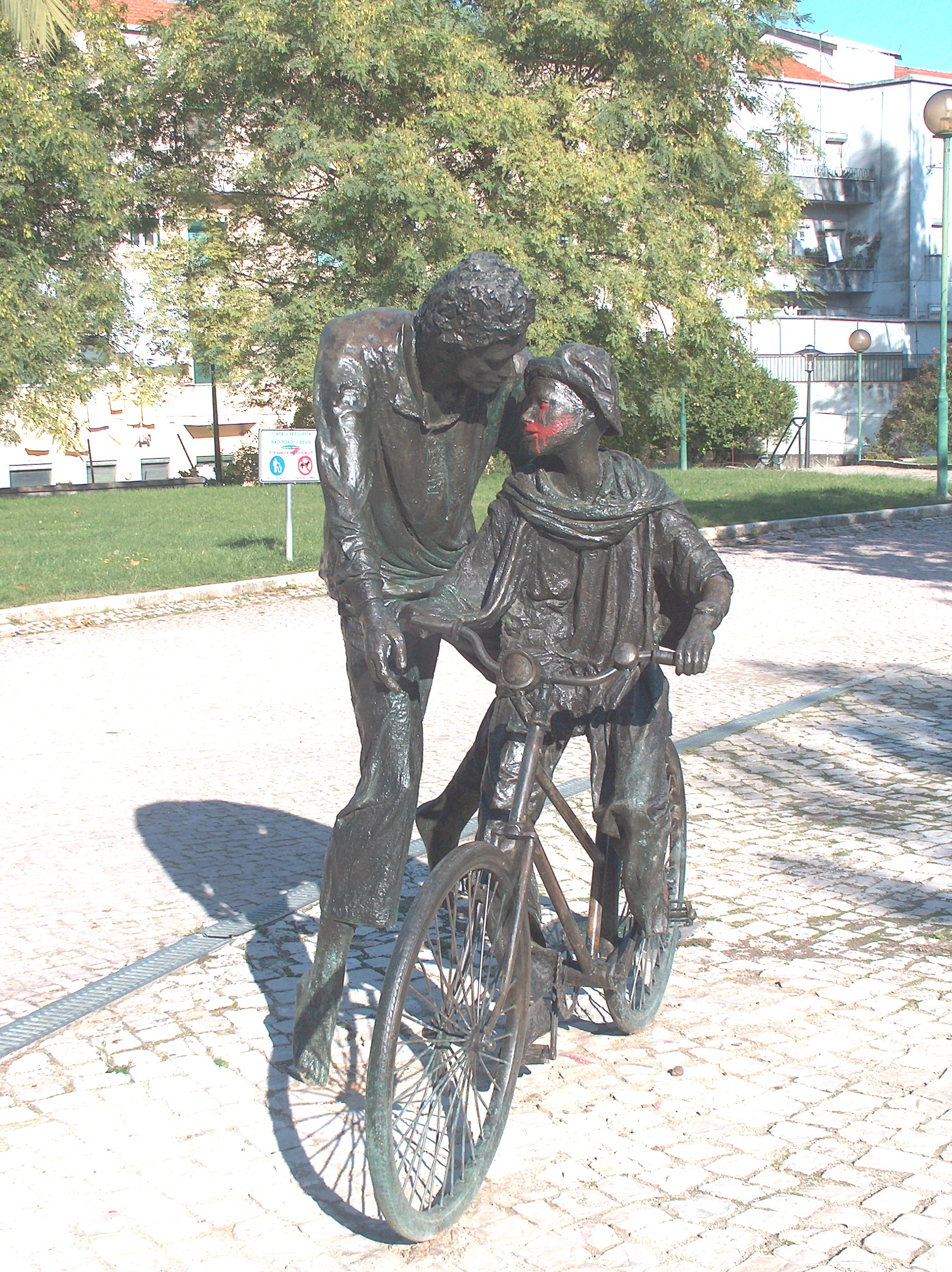
Vater und Sohn
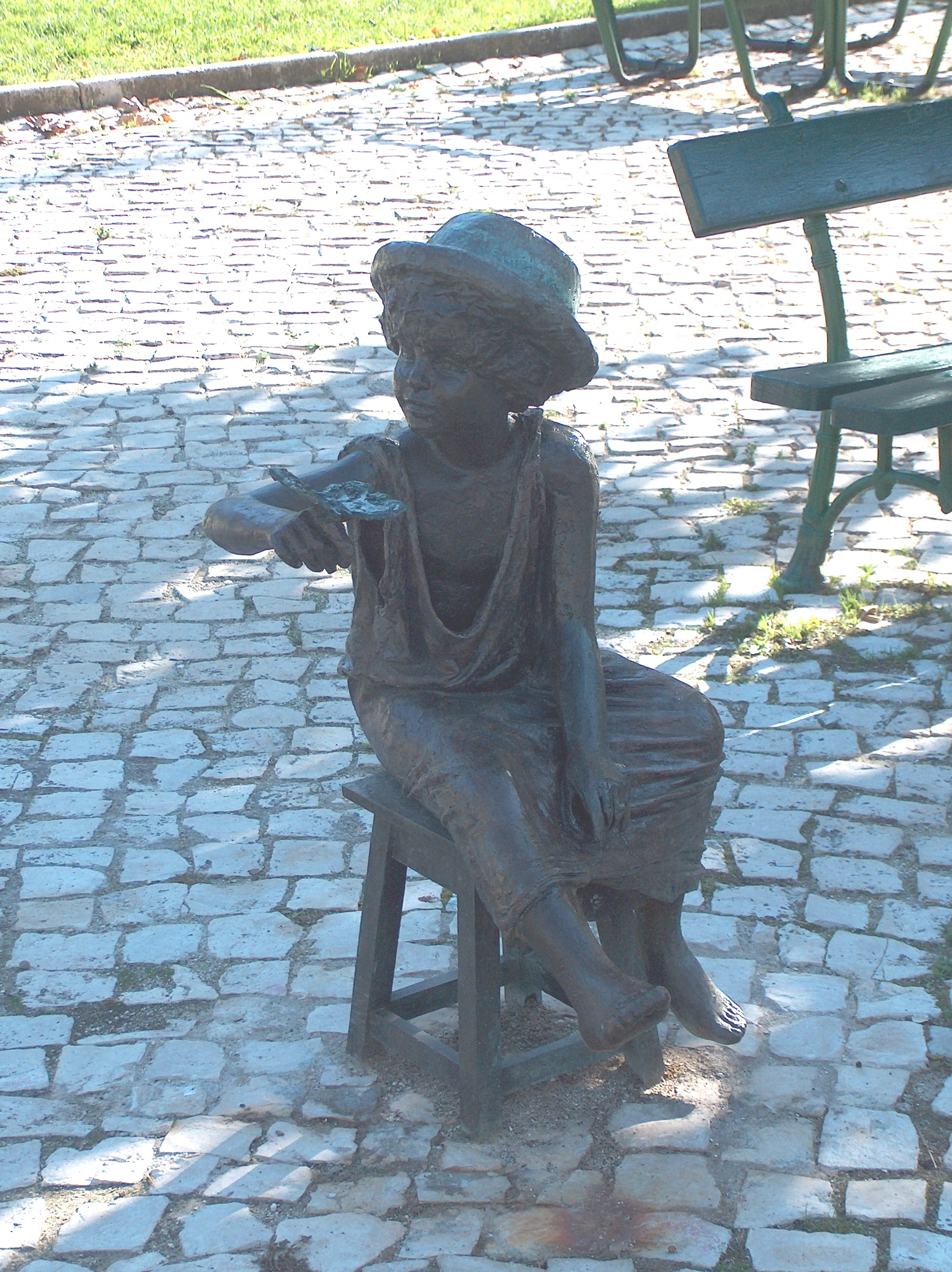
Tochter